# مصعب عبد المجيد
مصعب عبد المجيد، لاعب كرة قدم قطري من أصل سوداني يلعب في نادي مسيمير.

## مسيرة اللاعب
لعب في نادي الخور ونادي مسيمير.

## روابط خارجية
- مصعب عبد المجيد على موقع Soccerway.com (الإنجليزية)